# 済南外国語学校
済南外国語学校 (JINANWAIGUOYUXUEXIAO)は、1989年に設立され、教育省が山東省に提出した唯一の外国語学校。

## 概要
2001年には、教育省が推奨する主要な大学の外国語や文学専攻に学生を推薦する資格を持つ国内の16の外国語学校の1つになった。その主な特徴として、学校の本部、三建支部、開元国際支部、多くの信頼できる学校で構成されている。

## グローバル化
学校は、米国、フランス、ドイツ、カナダ、日本、ロシア、およびその他の国の多くの大学と長期的な友好協力関係を確立しており、教師と生徒を互いに訪問させることがよくある。